# 子吉川
子吉川（こよしがわ）は、秋田県南部を流れ日本海に注ぐ一級河川。子吉川水系の本流で、流域面積において秋田県内では雄物川、米代川に次ぐ第三の規模の河川である。上流は鳥海川とも呼ばれ、鳥海川第一第二発電所が稼動している。
「癒しの川づくり」として、平成14年度国土交通省手づくり郷土賞（地域活動部門）受賞。

## 地理
鳥海山（標高2,236m）や丁岳山地（ひのとだけさんち）の三滝山（標高986m）、兜山（標高980m）等の渓流を集めて北西に流れ、本荘平野の穀倉地帯を形成しつつ、由利本荘市街西部で日本海に注ぐ。

## 名称の由来
語源については主に2つの説がある。
- 正平13年、「由利郡小石郷乙友村」が出羽国の一宮神社である大物忌神社に寄進されたことから、「小石」が子吉川の由来といわれている。

- 応永6年、子吉修理之進が子吉郷を領地とし、子吉館に住んだことから、この地は「子吉」とよばれ、ここを流れる川を子吉川と言われた説がある。

## 主な出来事
- 2024年（令和6年）7月25日：集中豪雨により増水。複数箇所で越水による氾濫が発生した[3]。

## 流域の自治体
- 秋田県
  - 由利本荘市

## 支流
- 直根川（ひたねかわ）
- 笹子川（じねごがわ）
- 鮎川（あゆかわ）
- 石沢川(高瀬川)
  - 祝沢川
  - 松沢川
- 芋川

## 並行する交通

### 鉄道
- 由利高原鉄道（全線）

### 道路
- 国道108号

## 主な橋梁
- 本荘大橋：国道7号
- 由利橋（由利タワー）
- 飛鳥大橋：国道105号
- 子吉川橋梁：JR羽越本線
- 新二十六木橋：国道107号（本荘街道）
- 子吉川橋：日本海東北自動車道
- 子吉川橋：秋田県道43号本荘西目線
- 滝沢川橋梁：由利高原鉄道鳥海山ろく線
- 滝沢橋：秋田県道171号前郷停車場線
- 森子橋
- ゆり大橋
- 長瀬橋：国道108号（矢島街道）
- 吉沢橋：国道108号（矢島街道）
- 子吉川橋梁：由利高原鉄道鳥海山ろく線
- 木在橋
- 川辺橋：国道108号（矢島街道）
- 前杉橋：国道108号（矢島街道）
- 立石橋
- 長泥橋：秋田県道32号仁賀保矢島館合線
- 坂之下橋
- 大栗沢橋
- 伏見橋：国道108号（矢島街道）
- 長坂橋：秋田県道291号大川端伏見線
- 大川端橋